# IC 1404
IC 1404 је елиптична галаксија у сазвјежђу Јарац која се налази на листи објеката дубоког неба у Индекс каталогу.
Деклинација објекта је - 9° 15' 58" а ректасцензија 21h 50m 56,3s. Привидна величина (магнитуда) објекта IC 1404 износи 14,0 а фотографска магнитуда 15,0.